# Анджеюк, Роберт
Роберт Себастьян Анджеюк (пол. Robert Sebastian Andrzejuk, род. 17 июля 1975), польский фехтовальщик, шпажист, серебряный призёр летних Олимпийских игр 2008 года, чемпион Европы, бронзовый призёр чемпионатов мира.

## Биография
Роберт Анджеюк родился в 1975 году во Вроцлаве. В настоящее время является военнослужащим, женат на Дануте Дмовской (чемпионка мира и Европы по фехтованию на шпагах).
В 2008 году на Олимпийских играх Роберт Анджеюк в составе польской сборной завоевал (вместе с Томашем Мотыкой, Адамом Верчёхом и Радославом Завротняком) серебряную медаль, за что указом Президента Польши был награждён золотым Крестом Заслуги.